# 강지범
강지범(康知範, 1996년 7월 9일 ~ )은 대한민국의 바둑 기사이다.

## 약력
제주도 출신으로 바둑교실을 운영하는 아버지의 영향으로 바둑을 접했고, 초등학교 6학년 때부터 서울에서 본격적인 입단 준비를 했다. 장수영 바둑도장에서 박병규 사범의 지도를 받았다. 2017년 2월, 제139회 일반입단대회를 통해 입단했다. 2019년 2단을 거쳐 2021년에 3단으로 승단했다.